# ا
El álif o ʾalif (en árabe أليف, ʾalif [ʔa.lif]) es la primera letra del alfabeto árabe. No tiene un sonido determinado aunque en medio de palabra suele tomar el valor de la vocal a larga /a:/. En la numeración abyad tiene el valor de 1.
Deriva de la antigua letra fenicia ʾalp (𐤀).
El Alif en la cultura árabe representa el cálamo, la herramienta que te permite escribir.

## Forma
| fenicio | arameo | siríaco | nabateo | árabe |
| ------- | ------ | ------- | ------- | ----- |
| 𐤀       | 𐡀      | ܐ       |         | ﺍ     |

El álif, a diferencia de la mayoría de letras del alfabeto árabe, no se liga a la siguiente letra de la palabra, de aquí que la forma inicial coincida con la aislada. Del mismo modo, las formas medial y final coinciden para ser una letra que permite la ligadura con la letra precedente (siempre que esta no sea dāl, ḏāl, rā, zāy o wāw, que son las otras letras que igual que la álif, nunca se ligan a la letra posterior).

### Ligadura Lām-Alif
Si el álif sigue a lam (ل) es obligatorio escribirlos usando la ligadura llamada Lām-Alif (لا):
Cuando el álif se liga con una lām precedente, forma la única ligadura obligatoria del alfabeto árabe: لا, lām-álif:
| Aislada | Final | Media | Inicial |
| ------- | ----- | ----- | ------- |
| لا      | ـلا   | ـلاـ  | لاـ     |

Observe que, como el álif, el dígrafo no se liga con la letra siguiente.

## Pronunciación
Alif sirve tanto para representar la vocal /a/ alargada, como también un mero portador sobre el que se coloca la hamza (ء) para representar las vocales cortas / a, i, u / al comienzo de la palabra. Sin embargo también puede ser muda, por ejemplo, en plurales verbales masculinos del tiempo perfecto (كتبوا - katabū - escribieron).

### Vocal
Álif puede servir para alargar una fatha. Entonces prácticamente cumple la función de una vocal larga, es decir, el sonido abierto "A". En este caso, se suele transcribir a caracteres latinos como una "a" con una línea encima (ā).

### Portador
Álif sirve como portador de una vocal inicial o del signo hamza al principio de palabra (أَب, ʾab, «padre»; إِن, ʾin, «si»; أُنمّ, ʾumm, «madre») o cuando en el entorno vocálico solo haya /a/ (رَأْس, raʾs, «cabeza»; مَسْأَلة, masʾala, «cuestión»), tomando el sonido de cualquier vocal breve o quedando muda.
La hamza expresa el sonido de oclusión glotal y aunque a mitad o final de palabra también se coloca en wau (و) o en ya (ي), al comienzo siempre va en álif. La posición de hamza depende de la vocal siguiente, encima de álif (أ) para / a, u / y debajo de álif (إ) para / i /. Al comienzo de la palabra, sin embargo, el hamza se suele omitir, especialmente con el artículo ال, Entonces se escribe un álif normal (excepciones para hamzat qatʿ y madda).
Si álif es portadora, no aparece en la transcripción porque no tiene sonido propio.

### Álif mudo
Al final de ciertas formas verbales, el álif es un distintivo que no tiene función fonológica sino morfológica. Al final de sustantivos, sirve como portador de la terminación acusatoria indefinida (-an). También es mudo en otras palabras como مائة (mi'a, "cien").

### Representación, transcripción y transliteración
Al alfabeto de chat árabe y al SATTS, álif se transcribe como A.
A la representación Unicode, álif ocupa el punto Uno+0627 con el nombre ARABIC LETTER ALEF.
A la codificación ISO 8859-6, el punto 0xc7.
Como entidad HTML, se codifica como &#1575;

## Álif en daga
En árabe moderno, hay algunas palabras que contienen "a larga" ( ā) pero que no está escrita. Para marcarlo explícitamente se puede colocar un pequeño alif sobre la consonante anterior: ◌ٰ

## Alif maddah
El álif maddah (آ) es un álif doble utilizado para expresar una parada glótica seguido de una "A" larga.

## Alif maqṣūrah
El alif maqṣūrah (ألف مقصورة, álif limitado/restringido') es una variante de álif pero con la forma de un yā (ي) sin punto. Solo aparece en final de palabra. 

## Subíndice álif

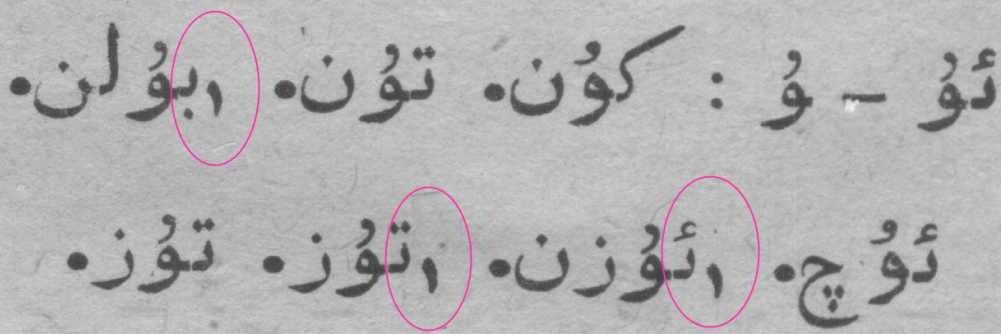
Subíndice álif en un texto tártaro de 1925

El alfabeto tártaro "Yaña imlâ" ("nuevo alfabeto"), una variante del alfabeto árabe utilizado para escribir el tártaro de  1920 a 1927, contiene una forma de subíndice del álif. El idioma tártaro contiene vocales "frontales" (e/э, ıy(i)/ый, ö/ө, ü/ү, ä/ə) y "posterior" (ı/ы, i/и, o/о, u/у, a/a). De acuerdo con las reglas de armonía vocálica solo vocales seguidas ocurren en palabras tártaras. El Yaña imlâ usa el mismo carácter para la variante "frontal" y "posterior" de una vocal (con la excepción del par a / ä, ya que estas vocales aparecen en palabras extranjeras del árabe que no están sujetas a la regla de armonía vocal). El subíndice álif ahora está prefijado a palabras que contienen vocales en la fila "posterior", mientras que su ausencia indica que las vocales en la palabra pertenecen a la fila "frontal".
Del mismo modo, el subíndice álif se usaba en la escritura del idioma baskir entre 1923 y 1930.
El subíndice álif no tiene conexión con la primera letra de la palabra, por lo que su glifo siempre corresponde al de la forma aislada de álif.
Al ordenar, el subíndice álif es un carácter auxiliar, por lo que no tiene posición en el alfabeto. Solo se tiene en cuenta si dos palabras se escriben exactamente idual, entonces la palabra que comienza con el subíndice álif sigue a la palabra sin ello.